# Shahrokh di Persia
Shahrokh Shah Afshar (1730 – 1796) è stato un sovrano persiano.

## Biografia
Figlio di Nadir Shah, fu sovrano di Persia a partire dal 1748, regnò sino alla sua morte nel 1796.
Adil Shah quando salì al trono uccise tutti i pretendenti al trono tranne Shahrokh che all'epoca aveva 14 anni. Adil venne poi tradito e ucciso dal suo stesso fratello Ibrahim Afshar; alla morte di questi gli succedette Shahrokh. Fu il quarto sovrano degli Afsharidi, temporaneamente dal 1749 sino al 1750 fu Soleyman II a detenere il potere.
Fu torturato a morte nel 1796 da Muḥammad Khān Qājār.